# 甬台温铁路列车追尾事故
2011年甬台温铁路列车追尾事故，官方称7·23甬温线特别重大铁路交通事故。是指2011年7月23日甬台温铁路发生的一起列车追尾事故。当日20时30分05秒，由北京南站开往福州站的D301次列车与前方由杭州站开往福州南站的D3115次列车在浙江省温州市瓯江特大桥上同向追尾。后车D301次的四节车厢辗过D3115次车尾并坠桥。
中华人民共和国铁道部最终宣佈该事件造成共40人死亡、172人受伤，中断铁路行车32小时35分，直接经济损失1億9,371.65万元。国务院事故调查专家组调查结果認為事故主因是列車控制中心設備存在嚴重設計缺陷，審查把關不嚴；雷擊導致設備故障後，應急不力等造成，報告認為劉志軍、張曙光負主要責任，並建議處分鐵道部、通信訊號集團在內的54個相關官員。該事故是中国大陆高速鐵路首次重大傷亡事故，也是全球动车组列车史上第二致命的事故（继1998年6月3日艾雪德列車出軌事故之后）。此次事故遇难者赔偿标准为91.5万元人民币，含死亡赔偿金、丧葬费及精神抚慰费和一次性救助金赔偿。
事故发生后，有媒體提出搜救行动是否过早结束、恢复通车是否过急、墜地后车车头为何被迅速掩埋、政府控制媒体及司法系统、越早签订赔偿协议得到赔偿越多等问题。
中华人民共和国铁道部最初称该事故为杭深线动车组列车追尾事故，后官方统称作7·23甬温线特别重大铁路交通事故。

## 背景
事故发生前，中国经历了六次铁路大提速，中国高速铁路也经历了十年的发展，擁有非常龐大的規模與速度。然而跨越式的发展也带来了诸多问题，比如票价升高、级别较低的车站消失导致居民出行不便等，而不断提高的火车运营速度也引起了一些人士的忧虑。同济大学铁道与城市轨道交通研究院教授孙章在2011年2月指出，铁路应该进行合理规划，尊重铁路层次原理，发展高铁要适度超前而不是过度超前，应和中国的消费水平相匹配，而且“还有很重要的一点，最高速度目标值，要谨慎确定”，“高铁发展，安全始终是第一位。”
2011年2月，力主推动中国高速铁路发展的中华人民共和国铁道部部长刘志军因“涉嫌严重违纪”而被免去铁道部党组书记、铁道部部长的职务。盛光祖接任铁道部党组书记、部长职务。2011年4月22日盛光祖在全路電視電話會議上強調，鐵路建設可以適度超前，但不能過度超前。2011年5月，盛光祖極力主張同年6月即将开通的京沪高速铁路應降低速度、降低票价。中國工程院院士王夢恕評價盛光祖對京滬高鐵的降低速度的要求，是更加“實事求是”更加“理性化”。
本次事故发生前，中国高速铁路曾多次发生运营故障，特别是2011年6月30日通车的京沪高速铁路投入运营后，频频发生故障造成停运，导致多趟列车空调关闭、晚点。2011年7月中旬，中国科学院院士简水生曾提出京沪高铁接触网的动态接触和防雷技术不过关。

### 事发线路
事故发生在甬台温铁路（简称甬温线），属于杭福深客运专线（简称杭深线，又名东南沿海客运专线），后者是中国高速铁路客运专线中之一条路线，也是中国中长期高速铁路规划的「四纵四横」客运专线之「一纵」，连接长江、珠江三角洲和东南沿海地区，事发时部分路段仍处于兴建中。本次事故发生地点位于杭福深客运专线组成部分中之甬台温铁路已通车的永嘉站至温州南站路段。2008年附近线路建设施工时曾出现造成7人死亡的桥梁坍塌事故。

#### 线路的通信信号系统
甬台温铁路两侧铺设有20芯主干光缆，站内及区间则铺设8芯短段光缆，在站场铺设HEYFLT23、HYAT53市话电缆，作为信号、牵引及电力供电系统及通信子系统的传输媒介。
此外，线路在上海设置了调度所「固定用户接入系统」（Fixed Access System）、全线各站段设置车站FAS、触摸屏式调度台／值班台、键控式调度台／值班台和调度分机，并且上海调度所的FAS设备与广州GSM-R交换机（MSC）设备的互连，实现全线的运营调度。该系统主要由GSM—R网络、FAS（固定用户接入交换机，采用数字调度系统交换机），调度台、车站台、机车台和作业手持台及其他固定终端等组成。该线在上海调度所设置1个调度台，即甬台温台。
针对可能出现的事故抢险所需的现场与调度中心之间提供语音、数据、图像通信业务，沿线宁波东、台州、温州南各配置了1套现场事故抢险设备，接入上海调度所应急指挥中心的接入设备。

#### 闭塞方式
甬台温铁路新建的双线区段为四显示自动闭塞设计，旅客列车追踪间隔时间按4分钟、货物列车追踪间隔时间按5分钟设计，反向按自动站间闭塞行车，区间地面设置四显示通过信号机，作为非自动行车模式（或非目标距离模式）下列车的行车凭证，区间和站内轨道电路均采用ZPW-2000A型无绝缘轨道电路。宁波东站至北仑支线及温州南站至金温铁路维持既有半自动闭塞方式。
根据设计，甬台温铁路信号系统满足运营速度250 km/h的要求，货车速度不大于120 km/h；另外，还能满足正向运行追踪间隔旅客列车4分钟、货物列车5分钟的要求，具备反向行车功能。

### 事故列车
- D301（北京南站—福州站），电力动车组CRH2E，16节編組

列车编组情况：D301，CRH2-139E（事故后，CRH2E-2139因此缺号，新製代替車以新頭型設計CRH2E-2461取代）
| 车厢号                  | 1                      | 2            | 3            | 4                      | 5           | 6              | 7              | 8              | 9              | 10                               | 11                               | 12                               | 13                               | 14             | 15                               | 16                                           |
| 车型                    | 二等座车               | 软卧车       | 软卧车       | 软卧车                 | 软卧车      | 软卧车         | 软卧车         | 餐車           | 软卧车         | 软卧车                           | 软卧车                           | 软卧车                           | 软卧车                           | 软卧车         | 软卧车                           | 二等座车                                     |
| 定員                    | 55                     | 40           | 40           | 40                     | 40          | 40             | 40             |                | 40             | 40                               | 40                               | 40                               | 40                               | 40             | 40                               | 55                                           |
| 事故后                  | 脱轨坠落桥下           | 脱轨坠落桥下 | 脱轨坠落桥下 | 脱轨坠落桥下/悬空      | 可能脱轨    | 拆解作訓練用途 | 拆解作訓練用途 | 拆解作訓練用途 | 拆解作訓練用途 | 改造成综合检测列车（CRH2J-0205） | 改造成综合检测列车（CRH2J-0205） | 改造成综合检测列车（CRH2J-0205） | 改造成综合检测列车（CRH2J-0205） | 拆解作訓練用途 | 改造成综合检测列车（CRH2J-0205） | 改造成综合检测列车（CRH2J-0205）             |
| 动力配置                | 无动力，带驾驶室（Tc） | 有动力（M）  | 有动力（M）  | 无动力，带受电弓（Tp） | 无动力（T） | 有动力（M）    | 有动力（M）    | 无动力（T）    | 无动力（T）    | 有动力（M）                      | 有动力（M）                      | 无动力（T）                      | 无动力，带受电弓（Tp）           | 有动力（M）    | 有动力（M）                      | 无动力，带驾驶室（Tc）                       |
| 动力单元                | 单元1                  | 单元1        | 单元1        | 单元1                  | 单元2       | 单元2          | 单元2          | 单元2          | 单元3          | 单元3                            | 单元3                            | 单元3                            | 单元4                            | 单元4          | 单元4                            | 单元4                                        |
| 车辆编号 （改造後编号） | CRH2-139E ZE 213901    | WR 213902    | WR 213903    | WR 213904              | WR 213905   | WR 213906      | WR 213907      | CA 213908      | WR 213909      | WR 213910 （JC 020502）          | WR 213911 （JC 020503）          | WR 213912 （JC 020505）          | WR 213913 （JC 020504）          | WR 213914      | WR 213915 （JC 020507）          | CRH2-139E ZE 213900 （CRH2J-0205 JC 020500） |

- D3115（杭州站—福州南站），电力动车组CRH1-B，16节編組

列车编组情况：D3115，CRH1-046B
| 车厢号   | 1                      | 2                      | 3              | 4              | 5              | 6              | 7                      | 8              | 9              | 10                     | 11             | 12             | 13          | 14          | 15                     | 16                     |
| 车型     | 二等座车               | 二等座车               | 二等座车       | 二等座车       | 二等座车       | 二等座车       | 二等座车               | 二等座车       | 餐車           | 二等座车               | 二等座车       | 二等座车       | 二等座车    | 一等座车    | 一等座车               | 一等座车               |
| 定員     | 79                     | 92                     | 92             | 92             | 92             | 92             | 92                     | 92             |                | 92                     | 92             | 92             | 92          | 72          | 72                     | 64                     |
| 事故后   | 拆解作訓練用途         | 拆解作訓練用途         | 拆解作訓練用途 | 拆解作訓練用途 | 拆解作訓練用途 | 拆解作訓練用途 | 拆解作訓練用途         | 拆解作訓練用途 | 拆解作訓練用途 | 拆解作訓練用途         | 拆解作訓練用途 | 拆解作訓練用途 | 脱轨        | 脱轨        | 脱轨/部分损毁          | 脱轨/严重损毁          |
| 动力配置 | 有动力，带驾驶室（Mc） | 无动力，带受电弓（Tp） | 有动力（M）    | 有动力（M）    | 无动力（T）    | 有动力（M）    | 无动力，带受电弓（Tp） | 有动力（M）    | 有动力（M）    | 无动力，带受电弓（Tp） | 有动力（M）    | 无动力（T）    | 有动力（M） | 有动力（M） | 无动力，带受电弓（Tp） | 有动力，带驾驶室（Mc） |
| 动力单元 | 单元1                  | 单元1                  | 单元1          | 单元2          | 单元2          | 单元2          | 单元3                  | 单元3          | 单元4          | 单元4                  | 单元5          | 单元5          | 单元5       | 单元6       | 单元6                  | 单元6                  |
| 车辆编号 | CRH1-046B ZE 104601    | ZE 104602              | ZE 104603      | ZE 104604      | ZE 104605      | ZE 104606      | ZE 104607              | ZE 104608      | CA 104609      | ZE 104610              | ZE 104611      | ZE 104612      | ZE 104613   | ZY 104614   | ZY 104615              | CRH1-046B ZY 104600    |

同时，根据中华人民共和国铁道部中国铁路客户服务中心的全国铁路旅客列车时刻表（UTC+8）显示，由北京南发往福州方向的D301次列车应于19:42到达温州南站，而由杭州发往福州南方向的D3115次旅客列车应于19:57到达温州南站。按照列车时刻表来看，D301应该在D3115的前方。
| D301车次 | 经停站 | 到站時間 | 发车時間 | D3115车次 | 经停站 | 到站時間 | 发车時間 |
| -------- | ------ | -------- | -------- | --------- | ------ | -------- | -------- |
|          | 北京南 | --       | 07:50    |           | 杭州   | --       | 16:36    |
| ……       | --     | --       | ……       | --        | --     |          |          |
| 温岭     | 19:12  | 19:14    | 永嘉     | 19:47     | 19:48  |          |          |
| 温州南   | 19:42  | 19:44    | 温州南   | 19:57     | 19:59  |          |          |
| 福鼎     | 20:15  | 20:17    | 苍南     | 20:25     | 20:26  |          |          |
| 宁德     | 20:48  | 20:50    | 连江     | 21:26     | 21:28  |          |          |
| 福州     | 21:26  | --       | 福州南   | 21:45     | --     |          |          |

## 事故经过
2011年7月23日20时38分，从北京南站始发前往福州站的D301次动车组列车CRH2-139E与从杭州站始发前往福州南站的D3115次动车组列车CRH1-046B，方向一致的两车行至上海铁路局管内永嘉站至温州南站之间K584＋300处（瓯江特大桥），处于慢速行车状态的D3115被D301追尾。事发前，D301次列车时速约180km/h，D3115次列车时速约20km/h。碰撞前，D301次司机潘一恒将列车紧急制动至100km/h。在列車碰撞後，担任当日D3115次列车任务的CRH1-046B第15、16号车厢脱轨，担任当日D301次列车任务的CRH2-139E第1、2、3号車廂脫軌並墜橋，4節車廂竖着悬在半空中；其中D3115次车尾16号车厢撞击最为严重，坠桥的3节D301车厢都压过了该车厢。该次事故许多消息是通过新浪微博由事故列车上的乘客向外发出的。事发路段当时还有正在反方向线路行驶的D3212次列车因雷击而停车，并未发生事故。

## 车廂载客情況
脱轨的车厢共6节，不计司机和乘务总定员371人，其中D301次第1车厢是带驾驶室的二等座车厢，定员55人；第2至4车厢是定员各40人的软卧车厢，当时以卧代座形式出售软座票，规定载客量60人；D3115次第15车厢是普通一等座车，定员72人，第16车厢是带驾驶室的一等座车，定员64人，实载36人。除D301次第1车厢可能有站票发售外，其余车厢均不发售站票。
D301次列车动车组CRH2-139E配属北京动车客车段，编组16辆，发生事故时列车共有旅客558人，福州机务段司机值乘，北京客运段担当客运乘务。D3115次列车动车组CRH1-046B配属上海动车客车段，编组16辆，发生事故时列车上共有旅客1072人，福州机务段司机值乘，杭州客运段担当客运乘务。

## 伤亡
中华人民共和国铁道部宣布共死亡40人，3人为非中国籍。但由于受撞击最严重的D3115次列车车尾16号车厢规定载客量就有60人，实载可能更多，而对于16号车厢的搜救又被草率终止，加上其他车廂的死者，舆论认为铁道部公布的死者40人是瞒报。东方卫视7月24日7时12分的《看东方》节目中记者丁桃在事发地直播报道：“伤者人数为203人，死亡人数为63人，这是我们在现场了解到的最新情况”，但数秒后节目组给出的标题却是“32人遇难203人受伤”。
由於2010年伊春空难时央视《朝聞天下》逐個讀出死者名字，此次温州事故令輿論期待公示遇难者名单，而不僅僅宣佈死者數字，《让公布遇难者名单成为制度》在《人民日报》和《人民公安报》先后刊出。

## 事故调查
此次事故发生后，各界对事故原因进行了多方面猜测，分别指向了雷击、信号系统故障、司机人为因素、调度失误等。
上海铁路局局长安路生28日说，根据初步掌握的情况分析，造成本次列车事故的原因是温州南站信号设备在设计上存在严重缺陷，遭雷击发生故障后，导致本应显示为红灯的区间信号机错误显示为绿灯。

### 对事故原因的猜测

#### 雷电
起初调查认为D3115因雷电破坏了接触网而被迫停车，但不久被推翻。原因是直属铁道部的中国铁道科学研究院曾于2009年开发了“高速铁路防灾安全监控系统”，其具有检验大风监测、雨量监测、异物侵限监控和系统对外接口功能并应用于包括甬台温铁路的多条线路上。另外，据央视新闻报导，这套系统可以在时速200km/h的情况下，在55秒内完成紧急制动。但在D3115次列车停运后7分钟，D301次依旧处于正常运行状态并追尾D3115次以致本次事故发生。
有铁路方面专业知识的西南交通大学交通运输与物流学院院长彭其渊分析，每两列动车组之间有7000至8000米的距离，业界称其为“闭塞分区”，可以由铁道上的信号机测算，且列车均可通过信号机与车上的信号接收系统联系以加减速甚至停车。他推测此次事故是因雷击导致信号系统故障。2007年，铁道部总工程师何华武曾在央视《焦点访谈》称“中国的动车组列车不可能追尾”，因为其是中国铁路第六次大提速的“一次重大的自主创新”，技术可靠。媒体网易财经则表示质疑：既然“技术可靠”，则不应没有考虑天气问题。
另外经电力部门排查分析，在事故发生前后，给乐清、温州、苍南3座电铁牵引站供电的6回220千伏线路，给温州南站、永嘉站2个火车站供电的3回10千伏专线均未受雷雨天气影响，运行正常。

#### 人为调度失误
此后，有部分专家和业内人士认为信号系统失灵的可能性不大，人为调度失误可能是事故原因之一。网络上有消息称，铁路调度程序有程序错误，并有两名“无证程序员”被拘捕。后证实此消息是网民利用电视画面截图并修改后产生的谣言。同时，温州市公安局常务副局长、新闻发言人沈强皆称没有听说任何调度员被拘。
据一D3115次乘客透露，在事发一小时后，D3115次司机曾自言自语：“我这一生都不会再开车了，我没有责任的。当时我说能过去的，应该走的，但他非要让我停。”同济大学城市轨道与铁道工程系教授孙章分析，这个“他”指调度员，因为只有调度命令能够让司机停车。永嘉站一位站务人员也表示，D3115次列车在双岙村段内停车，肯定是因为有调度命令。
另外，据央视调查，事发当晚，永嘉站临时采取了非常站控调度模式，电脑调度被迫改用人工，导致当晚发生追尾的D301次列车在永嘉站停留10分钟，D3115次列车停留近30分钟。工作人员表示，当晚整个温州市区都因雷击出现了停电，工务电务人员根本忙不过来。值班人员表示，当晚的值班人员已经全部被调查组调走。

#### 司机失误
2010年12月14日，《人民日报》的时代先锋栏目报道称，10位北京铁路局机务段的司机被下达了“死命令”，要求必须在仅10天的培训期后达到“把第一列时速350公里的动车组开回北京”的目标。并称其中一个机车司机李东晓“创造了中国高铁的众多‘第一’”并高调宣传。有媒体质疑这种“速成”的司机能否达到安全要求。
中国工程院院士、北京交通大学教授王梦恕在2011年7月24日表示，司机失误或许是温州动车组列车追尾原因之一。演员姚晨7月24日晚在微博上称：“火车司机潘一恒是我父亲的好兄弟。他工作尽职。可怜他尸骨未寒，却被人猜测事故原因是他疲劳驾驶，这种说法简直混账之极！”7月25日，财新网刊登了王梦恕对此次事故的评价。王梦恕认为此次事故更多的是人祸而非天灾，其根源在于畸形的铁路管理体制。王梦恕指出，如有证据证明事故是由于信号系统故障，那么“司机尽了最大的努力，让车减速，已经算是恪尽职守了。”

#### 信号控制系统故障
根据《东方早报》的报道，初步判断认为事故主要原因是信号控制系统，自动闭塞系统或列车的ATP发生故障导致了事故。也有人认为車輛技術與運行管理系統没有整合。从得到的信息分析，本次事故发生的甬台温铁路上的13个车站的调度集中系统、1个调度集中调度台均为信号系统供应商卡斯柯信号有限公司（下称“卡斯柯”）承建。2009年，因该公司提供的信号系统在N11-1438轨道区段编码电路中人工配线出错而出现误发速度码的现象，导致上海地铁1号线的两列列车在上海火车站站附近侧面相撞。。

### 国务院调查组
根据2007年9月1日开始施行的《铁路交通事故应急救援和调查处理条例》，30人以上死亡的特别重大事故由国务院或者国务院授权的部门组织事故调查组进行调查。调查期限为60日，事故调查期限自事故发生之日起计算。 
事故发生第二日，“国务院‘7·23’甬温线特别重大铁路交通事故调查组”成立，时任国家安全生产监督管理总局局长的骆琳担任组长，此外调查组还有5名副组长和11名成员，4位最高人民检察院的人员也应邀参与调查。调查组下设有技术组6人、管理组6人、专家组8人和综合组3人。
7月28日，调查组全体会议在温州市召开，浙江省、温州市有关部门和单位负责人也参与了会议。会上调查组组长骆琳等人发表讲话，上海铁路局局长安路生汇报了事故有关情况并作深刻检查。

### 上海铁路局初步调查结论
7月28日，事故后接任上海铁路局局长的安路生在于温州召开的国务院“7·23”甬温线特别重大铁路交通事故调查组全体会议上汇报：经初步调查显示，事故原因是温州南站信号设备在设计上存在缺陷，遭雷击发生故障后，导致本应显示为红灯的区间信号机错误显示为绿灯，没有给后车提供正确信号。同时，温州南站电务值班人员没有意识到信号可能的错误显示，温州南站值班人员对新设备关键部位性能不够了解，没能及时有效发现和处置设备的问题，引发本次追尾事故。他还透露，存在设计缺陷的信号设备由北京全路通信信号研究设计院设计并于2009年9月28日投入使用。铁道部于7月28日下达命令，要求紧急排查由该院设计的信号控制系统。
- 对于上海铁路局的初步调查结论，隶属于上海铁路局的温州南站站长吕庆祥于7月28日回应记者时称：“他们说什么就是什么吧！他们没有给我接受采访的权利，你们找其他部门采访吧。”在7月25日，吕庆祥在谈及此次事故时曾表示：“这和我们有什么关系，列车都还没进站呢！”[61]

- 《华夏时报》2011年7月30日刊登了一位轨道交通系统内部人士的分析，其指出在上海铁路局局长安路生的汇报中，分别点出了“信号机”、“北京某研究设计院”、“温州南站电务值班人员”等，但却未提到调度中心。他质疑本次事故原因是调度中心调度不力，认为“火车不单是看指示灯行驶的，最重要的还是调度室的指挥。所以说就算指示灯出错，但如果调度正确，完全可以避免此次事故。”[62]

### 国务院调查组调查结论
国务院调查组的调查结论认为：
通号集团所属通号设计院在LKD2-T1型列控中心设备研发中管理混乱，通号集团作为甬温线通信信号集成总承包商履行职责不力，致使为甬温线温州南站提供的LKD2-T1型列控中心设备存在严重设计缺陷和重大安全隐患。铁道部在LKD2-T1型列控中心设备招投标、技术审查、上道使用等方面违规操作、把关不严，致使其在温州南站上道使用。当温州南站列控中心采集驱动单元采集电路电源回路中保险管F2遭雷击熔断后，采集数据不再更新，错误地控制轨道电路发码及信号显示，使行车处于不安全状态。
雷击也造成5829AG轨道电路发送器与列控中心通信故障。使从永嘉站出发驶向温州南站的D3115次列车超速防护系统自动制动，在5829AG区段内停车。由于轨道电路发码异常，导致其三次转目视行车模式起车受阻，7分40秒后才转为目视行车模式以低于20公里/小时的速度向温州南站缓慢行驶，未能及时驶出5829闭塞分区。因温州南站列控中心未能采集到前行D3115次列车在5829AG区段的占用状态信息，使温州南站列控中心管辖的5829闭塞分区及后续两个闭塞分区防护信号错误地显示绿灯，向D301次列车发送无车占用码，导致D301次列车驶向D3115次列车并发生追尾。
上海铁路局有关作业人员安全意识不强，在设备故障发生后，未认真正确地履行职责，故障处置工作不得力，未能起到可能避免事故发生或减轻事故损失的作用。

## 救援工作及质疑

### 抢险救援
事发路段为高架桥，从桥上坠落的D301次列车的车厢中，第1至3节车厢坠地，其中一车厢断为两截。第4节车厢为竖直状态，上端贴在桥边，下端直插地面。D3115次列车的车厢均处在桥面上。事故现场有大量市民围观，附近道路停满私家车，其中一些市民也参与救援，附近的車輛自發組成了傷員運輸隊。部分被困者自行破窗逃生。事发后，武警浙江总队启动了抢险救灾预案，并部署直属、台州、绍兴等各支队共1100名兵力，武警浙江总队温州支队150余名官兵迅速赶到现场参与抢险救援。温州當地所有救护车紧急开展救援。事故伤员被送往浙江省、温州市各区的11家医院。
很多温州市民自发为此献血。温州市中心血站整个大厅都挤满了闻讯赶来市民，并造成中心血站门外交通拥堵。丽水市热心市民也踊跃献血增援温州。

### 车体处理
有媒体称，當局在次日早上開始清理現場，用铲车将坠落车厢碎片碾压后挖坑并就地掩埋。亦有媒体称这是由于四节坠地车厢体积过大，无法运出现场。此举引发了民众激烈反应，认为车厢中可能还有幸存人员、遇难者遗体及其遗物，此举为“毁尸灭迹”，试图掩盖事件真相，毁灭问责证据。
随后有中铁三局人士称并未掩埋车厢，而是为大型起重机入场腾出空间。铁道部也称事故车厢将集体运走，而非就地掩埋。另有央视记者称追尾事故现场并未挖坑。但随后，铁道部发言人王勇平又承认确实掩埋了车头，称是为后续救援车辆提供有利地形条件。而香港资深工程师樊绍基指出，在事故现场附近有大片空地，只要将车厢挪开便可，根本无需挖坑。
25日晚，追尾事故列车被拆解后送至温州西站调查。为减少特大件运输对温州市市内交通的影响，事故车辆运输安排在7月25日夜间进行。同日，凤凰网推出一项关于本次追尾事故处理的民意调查。17%的网友对事故处理表示满意，另有超半数网友认为现场处理过快，可能造成乘客物品遗失，事故原因难以查明。调查还显示超六成网友认为应重新讨论铁路安全保障体系。
7月26日，被埋于现场高架桥下的车头被重新挖出。《日本時事通訊》认为，铁道部当局此举可能是为了体现自身重视追查原因的姿态。7月27日，国务院应急管理专家组专家刘铁民在接受中国中央电视台《经济半小时》栏目的专访时，在得知已经掩埋的车头又被挖出来运走检查时，他直言不讳地称：“难以置信，我不敢相信这是真的。这个要出大笑话的，如果这样做的话。”7月29日，事故现场除之前曾用来掩埋出事列车的坑洞仍被木板围封外，其他地方均解封，附近村民开始有组织地到现场捡拾挖走未运走的列车残骸和零部件并变卖。
最终调查报告显示，上海铁路局常务副局长王峰（事故发生后负责指挥桥下救援工作）曾有意就地挖坑掩埋受损车头和散落部件，国务院副总理张德江到场后及时阻止。

### 搜救过早结束
据中国中央电视台记者报道：“24日凌晨4时许，浙江温州境内的动车组列车追尾事故共造成34死191伤。事故现场经过生命探测仪显示，列车上已无生命迹象。 ”而此时距事故发生尚不到8小时。有受害者家属称在事发后5小时（即凌晨2：30左右）到达出事地点时“现场已停止救援，他们说没有生命迹象了”。此后，一位铁路方面人员提出将桥面上的车厢吊装到桥下，遭温州市公安局特警支队支队长邵曳戎拒绝：“万一有生命迹象呢？怎么向人家交待？”他坚持继续在桥面上搜救。在动车组列车追尾脱轨事故发生后的20小时后，搜救人员在对桥面上的D3115次列车第16节车厢进行搜救时发现一生还的小孩，同时还找到了8具遇难者遗体。小孩被送往当地的中国人民解放军第一一八医院。然而在救出这名小孩之前，中央电视台播出的画面显示，悬挂在桥边直插入桥下的车厢，在24日上午就被机械设备放平在了地上。由于是车厢顶部着地，挖土机又接着给它翻了个身，尘土漫天——对此《检察日报》评论文章惊奇道：“这节悬挂着的车厢里的幸存者和遇难者都已经被抬出了吗？”有死者家属称：“我老婆的臉被挖得面目全非，姐姐（大姨）的頭沒有了一半。”而堅持在桥面上施救的邵曳戎，一度谣傳被高層處分，溫州市公安局宣傳部門否認有其事。后经证实，2岁半女童名叫项玮伊，其父母已确认遇难。医生介绍，项玮伊左腿骨折，受伤较重。至于为何在生命探测仪探测显示无生命迹象后仍旧发现生还者，消防人员的答复是：“无论哪种生命探测仪，均有其各自的局限性”。
7月28日，铁道部“7·23”甬温线特别重大铁路交通事故救援前线指挥部负责人指出，近日一些媒体报道“7·23”事故救援中，“铁路官员24日曾宣布，车厢内无生命迹象，救援结束，但现场又搜救出生还者”的说法完全没有根据。他称：“前方指挥部要求所有救援者第一位的任务是救人，必须争分夺秒，绝不放弃，直到最后一刻。事实上，现场指挥部没有任何人宣布停止救援。正是现场抢险人员争分夺秒、一刻不停地施救，才为后来救出小女孩伊伊争取了宝贵时间。”铁道部的说法当即遭到多名事故发生后在现场报道的记者质疑。据《南方都市报》报道，事实上此前没有任何媒体报道有铁路官员7月24日曾宣布“车内无生生命迹象”，事故救援工作本来就是由消防部门和武警负责，一位消防部门高级官员在7月24日凌晨3点多明确表示已无生命体征、搜救基本结束。7月24日凌晨4时事实上搜救工作已经停止。中国中央电视台7月24日凌晨报道：“3时40分，铁道部部长盛光祖到达这里，听取当地消防、武警官兵现场情况的描述，做了最新布置———就是要以最快的时间、最快的速度将现场清理完毕，尽快完成通车。”当时有官员向其汇报时明确提出，现场已无生命体征，盛光祖就此进行了上述转移工作重点的指示。凌晨4点多盛光祖离开后，7月24日上午铁道部宣布“18时前力争恢复通车”。南方电视台编导徐静提供的视频也证实，7月24日上午10时，一位参与救援的武警支队指导员说：“现场的救援人员搜救已经结束，目前主要是清理现场。”而温州市公安局特警支队队长则不顾“18时前力争恢复通车”的期限坚持搜救，最终在离18时很近的17时40分找到了最后一名幸存者——小女孩项玮伊。铁道部最终也未实现18时前通车的目标。7月24日下午，一辆吊机将压在D3115次列车16号车厢后半截上的D301次列车5号车厢吊走。温州警方工作材料显示，铁路部门当时为尽快通车，原计划切割车厢以清理轨道。而D3115次列车16号车厢正是小女孩项玮伊所在的车厢。
各界对铁路部门在事故后急于恢复通车颇多质疑。有分析指出，国务院2006年1月22日颁布的《国家处置铁路行车事故应急预案》、2007年6月27日国务院公布并于2007年9月1日起施行的《铁路交通事故应急救援和调查处理条例》均要求铁路部门在事故后尽快恢复通车，而对保证搜救时间则未作规定。在实践中，由地方政府负责搜救，铁路部门负责恢复通车。铁路部门只要认为已经无伤亡人员遗留，就可以全力恢复通车。有知情人士告诉《南方周末》的记者，2010年5月23日K859次列车在江西省境内沪昆铁路余江至东乡间发生脱轨事故，造成19人死亡，仅19个小时后便恢复通车，那次救援和线路抢修也采取了挖坑后将车厢埋入的方式。

### 恢复通车及旅客转运
南昌铁路局表示，7月23日晚福州、厦门等城市开往浙江方向的部分动车组列车折返，并要求沿线各站点对造成影响的旅客实行全额退票。同时，工作人员对滞留旅客进行了解释、安抚，并为旅客办理改签、退票等手续。受动车追尾事故影响，经过温州的多趟列车停运。受影响旅客可原价退票。
据铁道部新闻发言人王勇平7月24日在新闻发布会上称，甬温线温州南至永嘉段事故地段线路于7月24日19时已具备通车条件，但因天气原因尚未开通。
“7.23”甬温线特别重大铁路交通事故路段于7月25日清晨恢复通车。7月25日上午6点57分，由宁波东开往苍南的D5603次列车通过甬温线列车追尾事故地段，事故后通过事故地段的第一趟列车。至此，因受列车追尾事故影响而中断的杭深线运输秩序逐步恢复，上海铁路局杭州站、温州站的列车运行都已基本恢复正常。

## 善后处理

### 死伤者赔偿
2011年7月24日，铁道部新闻发言人王勇平在新闻发布会上对旅客表示歉意，并称“我们会合理合法合情地做好赔偿工作”。
经过当地善后处理“5＋1”服务小组与遇难者林焱（福建福州人）的家属初步谈妥，赔偿金额为50万元人民币。7月26日凌晨1点，“7·23”动车组列车追尾事故鹿城区处置领导小组在仰义街道与遇难者林焱的家属签订伤亡赔偿协议，赔付50万元人民币。7月27日上午，已有4名遇难者家属与善后工作小组签订赔偿协议，赔偿金额均为人民币50万元。7月27日上午，首个达成赔款协议的遇难者林焱先生的遗体告别仪式在温州市殡仪馆安乐厅举行。
7月26日，“7·23”甬温线特别重大铁路交通事故善后工作组有关负责人表示，此次事故每位死亡旅客的赔偿金将依据国务院《铁路交通事故应急救援和调查处理条例》和《铁路旅客意外伤害强制保险条例》的规定，并根据实际情况，本着以人为本原则和人道主义精神，由事故赔偿金、一次性专项帮扶款以及爱心捐助款（新华网语）构成，总计人民币50万元。香港《明报》指，铁道部多年来在票价中收取两个百分比作为保险费，但赔偿额却19年从未有增加，有违《保险法》。另外，多年来达168亿元人民币保险收入去向不明。兰州大学法学院副院长、甘肃省行政法制研究会副秘书长刘光华在事故发生后已经就铁路事故造成旅客人身伤亡损害赔偿的处理提出意见，认为根据《中华人民共和国立法法》的规定，此类损害赔偿应优先适用《中华人民共和国侵权责任法》，而不是《铁路交通事故应急救援和调查处理条例》，并要求全国人大常委会工作机构对该条例的合法性进行审查。
7月29日，“7·23”甬温线铁路交通事故救援善后总指挥部表示，经过与事故遇难人员家属协商，事故遇难者赔偿救助标准由此前的50万元调整为91.5万元；改为依据《中华人民共和国侵权责任法》。主要包括死亡赔偿金、丧葬费及精神抚慰费和一次性救助金。
8月12日，《世界财经报道》引述消息报道称，遇难的意大利女子茜茜的父母拒绝了铁道部91.5万元人民币的赔偿，并且已返回意大利准备起诉中方。如果赢得诉讼，意大利法院将判中国铁道部赔付茜茜家人1亿美元，如遭拒绝意法院将申请冻结中国政府在意大利的外汇资产。“7.23”甬温线特别重大铁路交通事故善后工作组表示遇难的意大利籍旅客获赔3,000万欧元一事纯属谣言，并称对此次事故中遇难的外籍旅客与中国籍遇难旅客实行同一赔偿救助标准。

#### “早签协议奖”
根据2007年9月起实施的《铁路交通事故应急救援和调查处理条例》，旅客人身伤亡赔偿和行李损失赔偿限额分别为15万元和2,000元，再加上强制保险2万元，最多能够获赔17.2万元。50万元该赔偿的算法是以17.2万元为基数，加上保险理赔20万元及丧葬费、遇难者家属交通费、赡养费等，上限为45万元。此外，事发后在短时间接受谈判并签订协议的，当地政府可视情况酌情予以数万元奖励（即被称为“早签协议奖”；领取赔偿金，需凭火化证明）。换言之，本来遇难者家属最高只能拿到45万元，加上“早签协议奖”则最终获赔金额可以达到50万元左右。有遇难者家属质疑，早签协议有奖，与买卖无异。有网友对事故处理设置奖金的举措予以谴责，称这是对死者的亵渎。

### 旅客行李及遇难者遗物等处理
2011年7月24日，铁道部新闻发言人王勇平在新闻发布会上回答质疑称，“至于行李的问题，要给我们一点时间。”7月25日起，事故中遗留在现场的旅客行李被陆续运送至温州南站。该站设立了领取行李接待处，并开通了专线电话，公安部门和车站工作人员对行李进行了清点，并逐一登记、编号，供旅客领取。行李丢失旅客按2,000元标准赔偿。7月28日，时任总理温家宝在和中外记者见面时强调，对遇难者遗物的处理“有人以为它仅仅是财产问题，我认为不仅仅是，它实际上是亲人对死者的怀念，我们为什么要求有关部门认真清理遗物，就是要对人民负责。”
7月30日， “7·23”事故善后处理工作组发出寻找旅客遗失物品启事，公布了第一批旅客及家人申报遗失物品清单。

### 律师事务所通知
《东方早报》于7月28日独家报道，26日，温州市各大律师事务所收到以温州市司法局、温州市律师协会名义发来的《关于加强“7·23”事故法律处置报告工作的紧急通知》。《紧急通知》称，部分伤亡旅客及家属有可能向我市律师寻求法律帮助，为此，特紧急通知如下：
“7·23”动车事故属于重大敏感事件，事关社会稳定，各律师所和律师必须高度重视。所有接到寻求法律帮助要求的律师所和律师，应当按照《浙江省律师行业重大、敏感事件呈报处置规则》，在第一时间向市局律管处和律师协会报告，不得擅自解答与处置。
报道发表后，温州市司法局于7月28日发表声明称温州市律师协会擅署该局之名，并就对温州市律师协会监管不力致歉。温州市律师协会同日也发表声明称本意是为避免律师出差错，承认擅署司法局之名，并就造成不良影响致歉。

## 反应

### 中国官方

#### 中央
7月24日，中共中央政治局委员、中华人民共和国国务院副总理张德江受中共中央总书记胡锦涛和中华人民共和国国务院总理温家宝的委派，率领有关部门负责人前往事故现场指导救援、善后处理和事故调查工作。24日中午11时10分，张德江抵达温州后随即赶赴温州市第三人民医院，代表胡锦涛、温家宝看望并慰问了受伤人员。24日中午，张德江查看了事故现场。24日下午，张德江主持召开了现场会，并在会上宣布成立国务院“7·23”甬温线特别重大铁路交通事故调查组，由国家安全生产监督管理总局局长骆琳任组长。同日，胡锦涛、温家宝、周永康、张德江等党和国家领导人表示“要把救人放在第一位，不惜一切代价抢救受伤人员”。并要求有关部门“全力以赴，查明事故原因，做好善后工作”。
7月27日，国务院总理温家宝主持召开国务院常务会议，对遇难者表示深切哀悼，要求“公开透明地进行调查，给人民群众一个真诚负责任的交代”。
7月28日上午，温家宝到达温州市第二人民医院慰问事故伤员，上午11点多，温家宝到达温州医学院附属第二医院看望了事故中最后获救的幸存者——小女孩项炜伊，随后温家宝来到温州金球国豪酒店看望了部分死伤人员家属，并回答了他们的问题。12时30分，温家宝抵达事故现场。他向遇难者敬献的花圈，之后发表了简短的讲话。他就中国高铁技术安全、事故对铁路建设的影响、事故是天灾还是人祸、事故处理、如何让中国民众和海外人士重新恢复对中国的信心、温州人在这次救援中的表现等问题回答了中外记者的提问。
這些年，高鐵事業有了很大的發展，但是這起事故提醒我們，要更加重視高鐵建設中的安全度，要實現速度、質量、效益和安全的統一，把安全放在第一位……使中國的高鐵真正安全起來，才能在世界站得住，有信譽……

我們的調查處理一定要對人民負責，無論是機械設備問題，還是管理問題，以及生產廠家製造問題，我們都要一追到底。如果在查案過程中，背後隱藏著腐敗問題，我們也將依法處理，毫不手軟。只有這樣，才能對得起長眠在地下的死者……

我得到這個消息立即給鐵道部負責人打電話，他可以證實我只說了兩個字，就是「救人」……
.
但凤凰网引新快报报导说，明显可以看出温家宝神情疲惫，两眼眼袋非常明显，显示出其健康状况欠佳。

#### 铁路系统
事故发生当晚，铁道部部长、党组书记盛光祖立即赶到调度指挥中心进行指挥，后与副部长胡亚东、卢春房率工作组前往现场指导救援，中华全国铁路总工会主席何玉华也前往事故现场。
铁道部7月24日凌晨紧急向各铁路局下发调度命令，通报该次事故状况，并要求所有铁路局局长深入一线进行指挥，同时强化安全管理，并要求对线路和机车设备进行全面检修，强化安全意识，确保运输安全。同日，上海铁路局局长龙京、党委书记李嘉、分管工务电务的副局长何胜利被铁道部党组免职。时任铁道部总调度长的安路生被调任为上海铁路局局长。铁道部发言人王勇平在新闻发布会上向事故所有旅客公开道歉。同日，铁道部盛光祖部长接受了中央电视台记者的采访。
7月30日，中央台记者访问铁道部副部长陆东福，回应只为了抢通线路而没有把救人问题。他指由于桥上有三节车厢被挤压在一起，同时中间车厢变形严重。救援人员无法对中间车厢进行仔细检查。在桥下使用起重机将两端车厢移开后，救援人员才可以对该车厢实施全面搜救，在移出其他遗体后，发现了项玮伊。

#### 浙江省及温州市
中共浙江省委书记赵洪祝在事故发生时正在国外访问，他打电话要求全力抢救受伤人员。浙江省委副书记、省长吕祖善在第一时间率副省长毛光烈、王建满及有关部门负责人赶赴事故现场，指导救援及善后工作。

### 有关单位

#### 北京全路通信信号研究设计院
7月28日，线路的通信信号设计单位，北京全路通信信号研究设计院有限公司发出《致“7·23”甬温线特别重大铁路交通事故死伤者及家属的道歉信》，称积极配合国家有关部门和铁道部的事故调查工作，敢于承担责任，接受应得的处罚，对有关责任人进行严肃的责任追究处理。下午，该公司在京举行新闻发布会，改口未承认负有甬温线事故责任。

### 新闻发布与媒体控制

#### 铁道部新闻发布会
7月24日晚22时45分，“ 7·23”甬温线特别重大铁路交通事故新闻发布会由中华人民共和国铁道部在温州市的温州水心饭店召开，中华人民共和国铁道部政治部副主任兼政治部宣传部部长、新闻发言人王勇平，温州市卫生局副局长程锦国，上海铁路局党委宣传部长邹开伟参加发布会，发布会由中华人民共和国铁道部新闻处处长王滨主持。会前王勇平首先鞠躬致歉。有人要求王勇平站着发布新闻，也有的要求其坐下说，最后应记者要求王勇平坐下发布新闻。
新闻发布会开始后，王勇平首先发布了事故情况、人员伤亡情况、事故处理情况等。王勇平代表铁道部向旅客致歉，并对遇难者表示哀悼，对死伤人员家属表示慰问。王勇平也表示会公布死者名单，并表示仍然要跟社会说一声，“中国高铁技术是先进合格的，我们仍然有信心”。被问及为何掩埋车体时，王勇平称在此之前他不知此事，是接机的人告诉他的，他问，“怎么会发生这样愚蠢的问题呢？这么一个举世都知道的事故，难道能够掩埋得了吗”。接机者告诉他，“不是想掩埋，事实上这个事故是无法掩埋的”，并称他得到的消息是，抢险地点下面是一个泥潭，救援施展不方便，所以把车头埋在下面，盖上土，主要是便于抢险，“至于你信不信，我反正信了”。因这句话在2011年8月16日他被铁道部停职。被问及为什么用生命探测仪探测过确认无生命迹象，开始拆解车体之后却仍发现幸存的女孩，王勇平答道“这是一个奇迹”，现场一片哗然，记者再次厉声质问，王勇平答曰：“我只能回答你，这样的事情就是发生了。”随后现场气氛紧张，浙江卫视、央视国际频道、央视新闻频道等先后掐断了直播信号；有声音宣布新闻发布会到此结束。据南方电视台《拍案》栏目的编导徐静称，这是“史上最混乱的新闻发布会”。亦有認為其處理態度尚未理解輿論之重要性者。王勇平也在8月16日被停职。

#### 媒体控制
据德国之声、法新社、法国国际广播电台报道，大陆各媒体接到中宣部通知要求：
温州动车组列车追尾事故，各媒体要及时报道铁道部发布的消息，各地媒体不派记者去采访，特别是要管好子报、子刊和网站，不要链接高铁发展相关信息，不做反思性报道。
7月24日当天晚上中国中央电视台的《新闻联播》栏目第一条新闻即报道了高铁事故。中国中央电视台多次专题报道了此次追尾事故的原因，并提出了多方面处理的质疑和反思评论，于上述指示要求有所背離。
另据法国国际广播电台报道，中宣部向多家媒体发出了以新华社报道为准的禁令，除了直接指令记者的报道方向外，中宣部通过向媒体施压，点名要求召回记者的办法，为此事报道降温。7月24日，有多家派出记者参加上述发布会的媒体都收到中宣部给报社主管单位的电话。
德国之声报道，中国官方立即做出的撤销上海铁路局局长的决定并没有平息公众情绪，民间要求铁道部部长盛光祖下台的声音持续高涨。德国之声指更多的中国网民在情绪表达的同时，提出清醒而理性的主张：要求中国官方全面公示事件的信息，包括事故原因、经过、如何救援、如何安抚死难者、问责等。而中国媒体和微博仍有大量关于事故的信息在发出和转载。
25日，中央电视台《24小时》的制片人王青雷在节目中批评铁道部，随后被停职。央视的《新闻1+1》节目，主持人白岩松质疑铁道部发言人王勇平的言论，次日该节目突然被停播一天。
据美国之音、中央社、《联合早报》等媒体报道，中共中央宣传部7月29日夜间通过手机短信下达对此事故报道的禁令，禁令中称：
鉴于7.23甬温线特别重大铁路交通事故，境内外舆情趋于复杂，各地方媒体包括子报子刊及所属新闻网站对事故相关报道要迅速降温，除正面报道和权威部门发布的动态消息外，不再做任何报道，不发任何评论。
当晚，新华急通知报社订户，“暂缓使用”早前发出的《（中国网事）期待一个负责任的交代——网络热帖〈“7·23”动车事故的五点存疑〉的记者调查》稿。
当晚，新浪、搜狐、网易、凤凰等各大门户网站，将有关事故的新闻和专题淡出各自的新闻页面首页。
香港记者协会主席麦燕庭在接受自由亚洲电台采访中表示：“我们在30号看到中宣部下了禁令，之后的第二天国内传媒报道都相同，都是遇难者增加到40人赔偿额度提高到91.5万元人民币，新闻版面标题大小规格都一样，他们就是要统一所有媒体，让报道只有一个声音。”
多家报纸被迫临时换稿，撤下多个版面。7月27日，浙江《錢江晚報》頭版刊登全页广告；29日，上海《青年報》等報刊将部分版面留白，以纪念遇难者“头七”。
7月31日，纽约时报以“事故后中国媒体新闻封锁”为题对此次事故数天后中国媒体集体失声进行了报道。报道中称：“在动车事故和政府反应引发众怒后数天，中国政府颁布了一条针对此次灾难的新闻禁令，只有内容积极或由官方发布的消息可不受限制。”；“此次禁令由中共宣传部在星期五晚些时候突然下达，迫使许多报社编辑疯狂地将星期六版面的报纸撕毁，以卡通或其它内容代替调查性的文章和相关评论。主要门户网站已经删除相关新闻报道和视频的链接。”；“出于极度愤怒，许多记者坚持在网上发布信息。”该报道还提到，“一位《南方都市报》的编辑喻尘在新浪微博写到：‘今夜，百家报纸在撤版，千位记者被毙稿；中国，万个游魂无处安放，亿个真相正在破碎。这个国家，无数只恶棍的手，在羞辱着你。’该微博后遭删除”。“一位记者写到：‘我的报道今天无法出版，看样子我不得不写点别的东西，我还是宁愿空着那一页，只留一个词—‘无语’。”；“北京的一位编辑称：‘一共来了三次电话，第一个晚上九点左右来的，命令我们尽可能为此次事故的报道‘降温’，一个小时后该家报社接到指示‘只能印新华社通讯稿，自己收集的一律不得刊印，不得有评论，不得有分析。”；“官方甚至还推迟刊印了由新华社准备的文章”。

### 国际反应
- 日本：日本鐵路專家曽根悟（日语：曽根悟）认为，中国高铁基本技术研发能力不差，但对高铁的运营管理经验很糟糕，对紧急应对处理方法严重落后，并就出事列車被拆解掩埋的做法，感到難以置信、不可理喻[179][180]。日本副外相伴野豐批評中國政府急於恢復通車，若果中方提出要求，日方可以提供技術及人才協助調查。

- 沙烏地阿拉伯：一位沙特铁路协会的官员拒绝对此事故和是否会影响沙特与中国公司的巨额高铁协议发表评论。[181]

- 美国：据美国驻华使馆官员称，两名美国人在此次事故中丧生。在未来这条线路对其公民可能产生的伤害表示关注。[181]

## 影响

### 引发民众对高铁安全性忧虑
此次事故是继當年7月15日杭州钱江三桥引桥垮塌事故发生8天后，浙江省发生的又一起轰动全国的交通领域的重大事件。事故引发了民众对高铁安全的担忧。
受當時期频繁发生设备故障的報導以及是次追尾事故影响，翌月京沪高铁从北京南站始发上座率还不足50%，与其开通之初“一票难求”的场面呈天壤之别，商务座则基本都是空凳子，被媒体戏称为“运座椅”。
2012年的“春运”期间，动车组列车并没有呈现往年春运时的火爆场面，票源充足，相反T字头、K字头普通列车的车票需求量却相比于往年出现了暴涨。

### 动车组列车全面降速降价降标
中国境内9000公里的高速铁路将全面进一步降速降价，350公里时速高铁降速至300公里，250公里时速高铁降速至200公里，票价则比原票价降低5%左右。具体将分为二个阶段实施，第一阶段，京津城际、海南东环、广珠城际高铁，从8月16日零时起实施新图。8月12日起，这三条高铁按调整后新的列车运行图和票价预售车票。第二阶段，其他高铁从8月28日零时起实施新图，8月24日起按调整后新的列车运行图和票价预售车票。但實際上高铁降速早於事故發生前的7月1日就已經開始，该事故则是进一步促成了包括尚未降速的高铁标杆线以及其他动车线的全面降速运营。。7月23日事故日甬台温铁路线的运营时速仍为250km/h。至8月28日零时起，全路实行第二阶段新的列车运行图。。此时甬台温线的运营时速才被调降为200km/h。
事故发生后，由于高铁列车上座率较为惨淡，且车票预定量甚至已不足一成，铁道部亦缩减停运了京沪高铁的部分车次。
另外，亦有意见指出是次降速附帶降低標準，导致轮轨等安全匹配度降低，對鐵道安全有害無利。

### 资本市场
目前铁路监控系统提供商主要是在创业板上市的世纪瑞尔和辉煌科技。辉煌科技因谋划重大资产重组已停牌。香港股市在事故后第一个交易日，相关火车制造及铁路股股价下挫，中国南车跌幅达7.63%，南车时代跌12.43%，恒生指数亦一度跌二百点。
受“7·23”事故影响，25日以来，A股市场铁路设备、基建概念股遭遇集体重挫，中国南车、中国北车几近跌停。基准上证综指也收盘下跌八十多点。跌幅将近3%不过，与铁路板块个股大跌相反，航空股却表现强劲，因祸上涨。

### 铁道部资金情况
事故前两天即7月21日，铁道部2011年内第3次发行的短期融资券遭遇流标，这也是铁道债遭遇历史上首次流标。事故后，与铁路建设相关的债券特别是由铁道部发行的短期融资券急速下跌。铁道部2011年内第3次发行的短期融资券遭抛售。有报道称几大银行将重新上调铁道部新借贷款利率10%。事故增加了铁道部融资的困难。

## 评论

### 媒体评论
- 7月25日中央电视台播出的《今日观察》专题节目，央视财经频道评论员张鸿、马光远对此次列车追尾事故原因进行多方面的分析，其中对不公布死者名单、掩埋车头、救援不妥当等处理方式问题表示质疑[198]。

- 中央电视台《新闻1+1》专题报道，著名主持人白岩松在节目中对温州列车事故发生后铁道部新闻发言人王勇平的言论进行了解读。王勇平自言中国高铁技术是先进的、合格的“仍然具有信心。”不过，白岩松并不认可，他点评称“一个人心脏功能是好的，肝脾胃什么都是好的，但他是个弱智，你能说他是健康的人么？”暗指中国的铁路系统如同弱智。[199]白岩松还注意到铁道部发言人王勇平在24日新闻发布会中曾多次反问“你们相信吗？”，对此，白岩松评论说：“一个多月之前我愿意相信，但是现在我不敢信、不能信”。[200]

- 新华网发布了多篇感人事迹报道，如《爱心在这里升华》、《一座城市的爱与暖》的评论。[201][202]

- 央视《环球财经连线》女主持人秦方在播报事故中的2岁半的小伊伊时哽咽到流泪，并对此事故原因质疑的评论到：“希望铁道部能够真正的进行出于良知和责任的反省和自查，解答事故当中存在的疑问”[203]。这段哽咽播报的视频也被众多网友转发和热议。

- 7月26日早上，由中华人民共和国民政部主管、中国社会工作协会主办的《公益时报》网站每日评论板块发表了署名张雨的《从温州动车追尾事件看中国社会体制优越性》的文章，称“事件发生后，胡锦涛、温家宝等中央领导迅速作出了指示：‘第一位的任务是救人，铁道部要全力以赴，地方要组织公安、卫生等力量全力支援。’得到明确目标后，各部门以令人咋舌的速度参与其中，显出了极高的效率。”“西方媒体一直都爱指责中国，但是，单就从这种应对危机的事件，集中力量办一件事情所表现出的魄力与效率，西方就望尘莫及。”[204]

- 7月26日南方电视台《今日最新闻》主持人彭维纳在节目中表示“如果打雷都會出事，還依然有膽量說技術過關、這個動車組是安全的，鬼才信你！”，并以粤语俗语“死鸡撑饭蓋”讽刺中国铁路建设“在民族自卑心理膨脹下，一定要威要快要叻，但鐵路基礎卻很薄弱，裡頭只有浮躁、作虛弄假和濫竽充數”。同时，他还希望“期待這一撞，能撞醒有關部門；能撞停、撞慢急躁的腳步，能回头看看丢失的诚信、责任和人性”。该节目片段随后被香港电台《头条新闻》[205]、《太阳报》[206]及《苹果日报》[207][208]等多家媒体引用。

- 环球网评论指出，此次救援的混乱显示出中国尚无完备的事故救援标准，参与救援的武警、消防、民警、医疗及大型工程机械操作人员之间缺乏协调，救援现场没有设立专业指挥官制度，基层救援力量十分不足。有记者调查铁路职工和事故现场救援人员认为，恢复通车时事故现场还未清理完毕，高架桥下仍有大批救援人员和重装机械，容易发生安全问题。而且事故后高架桥是否有所损坏，是否存在安全隐患，都不清楚。在这样的情况下坚持恢复通车，势必带来民众的质疑。[209]

- 香港《東方日報》认为此次事故是“人禍國恥 訊號失靈避雷欠奉 高鐵豆腐渣賴天災”，并列举出各界質疑的五大禍因：一、中央調度系統失靈；二、竟無安裝避雷裝置；三、涉事列車質量存疑；四、運行區間設置太密；五、大橋護欄設計缺陷。[210]

- 香港《蘋果日報》7月26日更是抛出“国骂”，惊人地以“只要通车，不要救人，他妈的！”作为标题进行报道，质疑此次救援工作。[211]7月31日，南方都市报也以《他妈的“奇迹”！！！》为题载文，这是1949年之后中国媒体首次对国家部委公开大骂，但该文章的网络版本刚刊登不久就被删除[164]。

- 财经网报道，“刘胜军：中国发展有大跃进性质 政府掌握了太多资源”，并指出，“一方面政府太有钱，另一方面政府花钱不受任何制约，这是我们目前体制最大的问题。这样的体制问题造成的最大的后果就是一方面严重的资源浪费，另外一方面就是严重的质量隐患，第三个就是严重的腐败问题，这些问题最终的代价就是导致整个公众的情绪不满，整个社会的不稳定。所以说这个问题应该引起我们的重视，我们目前的发展模式是几个不负责：一个是对人民不负责，一个是对子孙后代不负责。”[212]

- 《南方都市报》发表社论，认为“此次铁路部门或回应不及时，或将回应仅仅纳入技术范畴，这就意味着铁路部门依然继续着自说自话的路径，用技术的屏障阻挡着公民的介入。”呼吁“政府部门必须转换思维，主动介入，以开放的姿态与公民进行互动，否则，这一场域便容易成为谣言的乐土。”[213]

- 美国《纽约时报》以“在车祸赤裸的真相面前，博客削弱了网络审查”为题，对此次事故发生后，中国大陆网民依靠博客、微博等进行信息传播及对铁道部、政府的广泛质疑进行了报道，称“此次事故后博客迅速广泛的行动与铁道部的逃避责任和不作为形成了鲜明的对比”。各大网站为了维持自己的人气，不得不与政府部门在网络自由上讨价还价。并援引一位北京外国语大学教授的话，称“我把它（此次事故所引发的网络行动）称为微博革命”。[214]

- 《环球时报》就动车事故也发表过多篇社论。7月发表社论《高铁是中国必须经历的自我折磨》：”高速铁路是中国铁路部门在一个基础有些松懈的社会里，向世界最高水平做的一项全面冲刺，它要求铁路部门把自己的小环境打造成一个“超发达国家水平”的组织，还要求整个中国社会以严厉、同时又很积极的态度对待铁路部门的大胆创举。高铁的创新，就是中国社会的一次自我折磨。”[215]2011年8月，发表社论《希望动车停运只是暂时的》，指出因为事故而部分动车停运是不合适的：”社会要求“安全的前进”，这其中“安全”和“前进”都很重要。安全第一位，但“后退的安全”不是中国人希望的。“。[216]2011年12月发表社论《小算盘算不了中国崛起的大账》，指出“中国是底子很薄的发展中国家，不仅民生薄，工业、科技能力，以及国防都薄。不能只搞民生而忽视国家战略竞争的另一个教训。中国舆论近年有错把自己当成中小国家的倾向，高铁刚在规模及网络化上先于西方往前迈了一步，我们有些人就胆怯了。中国舆论今天对创新的兴趣和勇气都低得惊人，我们既怕花钱，又怕出事。落后的苏联曾建立了人类第一座核电站，发射了第一颗人造卫星，把第一名宇航员送上太空。这些“冒险”如果由今天的中国来做，舆论的阻力很可能会重现高铁受到的待遇。”[217]

- 3年之后的2014年，《环球时报》再次发表社论《3年前猛打高铁的活跃者应羞愧》指出李克强总理多次向外国领导人推荐中国的高铁技术，高铁已经成为中国高端制造的名片：” 中国在艰难追赶世界最高端的制造业，高铁是其中最辉煌的成就。它固然有不完美之处，在打造安全性上尤其永无止境。因为事故而发生打压高铁的舆论运动，却是严重的扩大化。中国这些年有这样一群人，国家一出事，他们就特别兴奋，国家出了成就，他们也一定要鸡蛋里挑点骨头。海外的好恶在很多时候都同中国国内舆论对本国创新项目的态度高度一致，这样的“巧合”很值得深思。挺中国高铁，挺中国每一项冲击世界顶级水平的创新项目，这应是中国社会上爱国主义最基本的面貌之一。“还指出“当时一哄而起的各种呼声，包括高铁因为票贵而“不如绿皮车”，以及“祖国请放慢你飞奔的脚步，等一等你的人民”的煽情说法，是多么肤浅可笑，多么民粹主义得彻头彻尾。”[218]

### 博客圈
- 专栏作家媒体人童大焕在其文章中哀悼温州高铁事故：

中国，请停下你飞奔的脚步，等一等你的人民，等一等你的灵魂，等一等你的道德，等一等你的良知！不要让列车脱轨，不要让桥梁坍塌，不要让道路成陷阱，不要让房屋成危楼。慢点走，让每一个生命都有自由和尊严，每一个人都不被“时代”抛下，每一个人都顺利平安地抵达终点。——为高铁温州坠落事故哀。

引发民众共鸣大量转发转载，并被媒体关注和引用，《纽约时报》在报道温州铁路事故中也引用了这段话。
- 台湾艺人假面女王伊能静在微博上发表了多条关于此次事故的微博，直指事故核心问题：为何会发生事故，以及清理残骸时该如何保留可提供避免灾难的可能证据等。她也提及到，有些网友关于事故现场的视频被删。[222]

- 作家韩寒发表博文《脱节的国度》点评动车组列车追尾事故，但翌日即被删除[223]。不过，后来韩寒将此文选入同名杂文集《脫節的國度》一书，在香港出版。[224]

- 凤凰卫视记者闾丘露薇也在《文汇报》专栏撰写文章，呼吁应对事故展开独立调查。[225]

- 2014年7月7日，环球时报主编胡锡进在微博上为高铁受当年的事故影响而拖延了发展表示惋惜：“曾为打压高铁积极贡献了力量的人，的确应有几分羞愧。祖国请放慢你飞奔的脚步，等一等你的人民。”还记得当时这句煽情的网络呼声吗？我真的不认为高铁3年前的遭遇属于“批评”。如果是的话，中国人对待本民族为数不多技术成就的铁面无情，可谓举世无双了。”童的相关评论在时隔四年后也被支持中国铁路发展的网民较大规模地批判。

## 后续事件

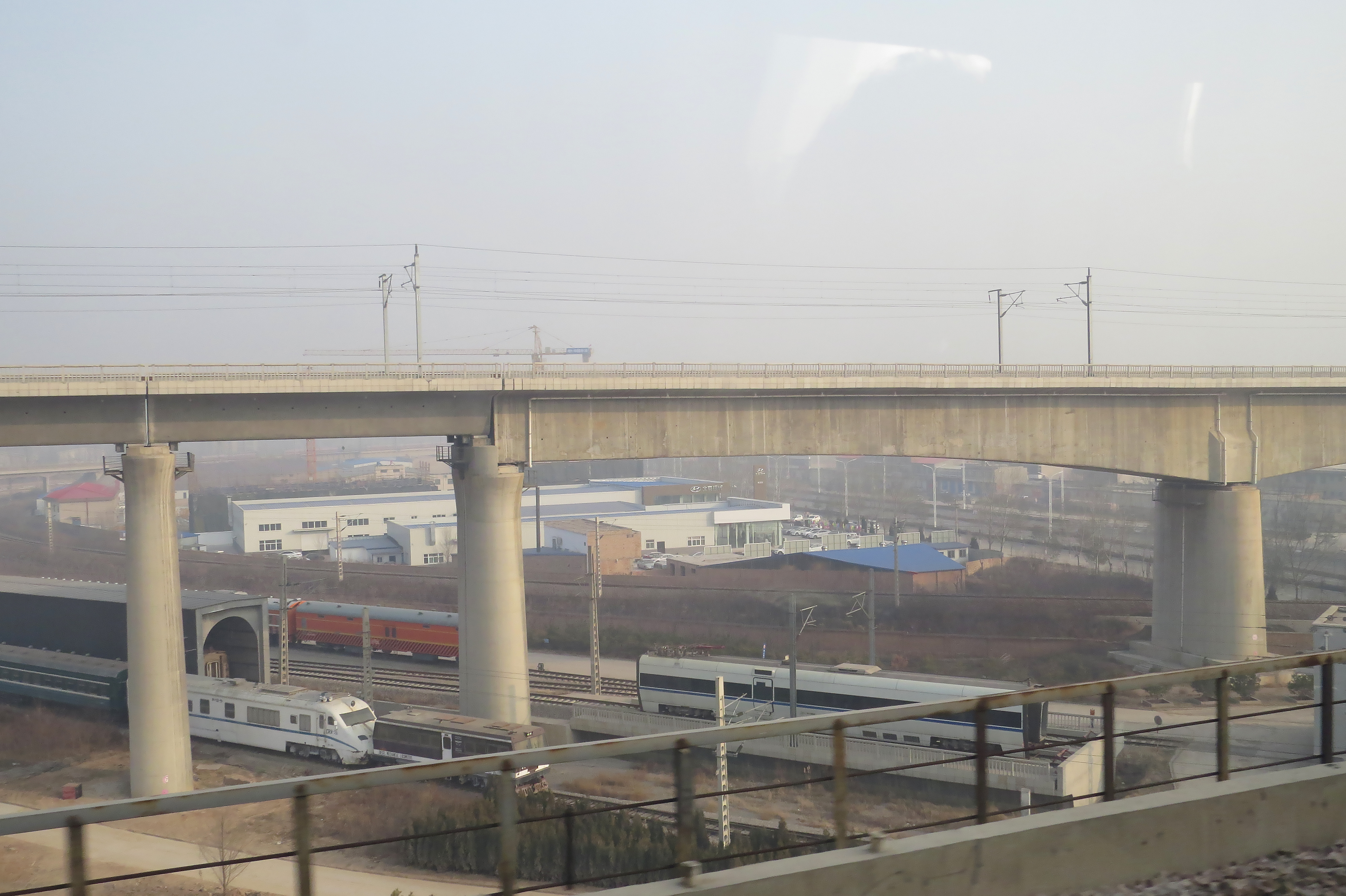
CRH1-046B的其中一节车厢目前置于太原铁路局鸣李救援基地

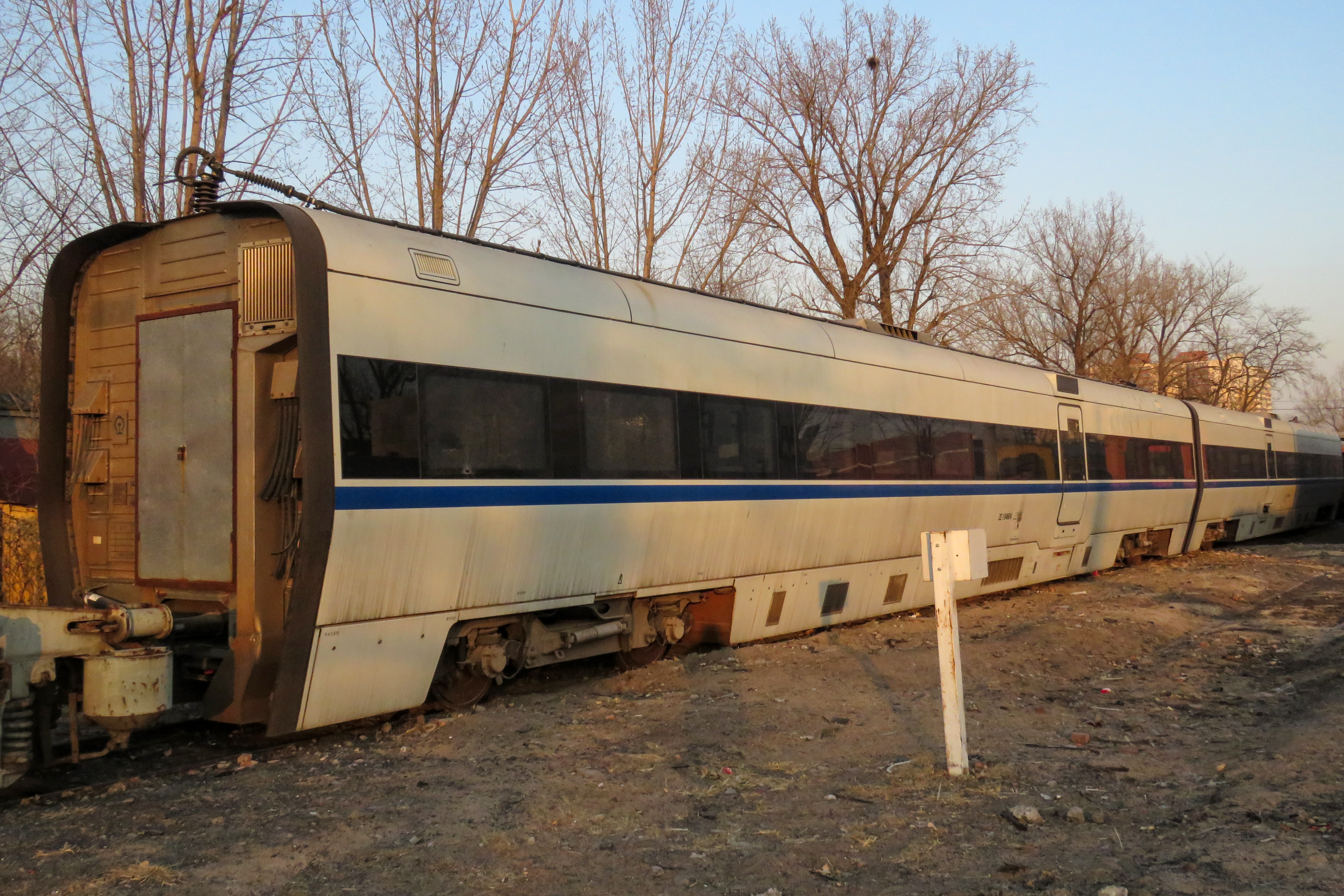
CRH1-046B的3、4车厢目前置于北京铁路局丰台机务段救援基地

- 事故发生20多小时后获救的女童项玮伊[註 6]，其父亲项余岸[226]、母亲施李虹[227]双双遇难，众多网友通过他们的微博表达哀思[228]。一位项余岸的朋友在博客写下了一篇《余岸，你怎么连个死人都排不上》的文章，同时质疑了中华人民共和国铁道部宣布的死亡人数[需要較佳来源]。项余岸出现于首批公布的遇难者名单中。项余岸是前中国国脚郝海东的微博关注者，郝海东在了解到女童的遭遇后，希望能收养她，女童亲属婉拒[229]。小炜伊的叔叔项余遇表示「我想问一下，到底是人命重要，还是通车重要？他们的衡量标准是什么？」[230]

- 绍兴男子杨峰的岳母、妻姐、外甥女、妻子陈碧以及他尚未出生的孩子（怀孕七月）共五位亲人丧生。25日，杨峰披麻戴孝，发动200余亲友寻找亲人，并向有关部门质疑救援。[231]凌晨，杨峰和堂弟先从地面的车厢找起，一无所获。再顺阶梯爬上桥，为了突破障碍，杨峰用力砸破好几块车窗玻璃，大喊妻子名字。他尝试找寻妻子手腕戴的表和手上戴的结婚钻戒。[232]后来其妻遗体被发现，由于不幸被毁容，杨峰流泪问道：「这是撞的，还是被挖的？」[233]26日，由认证微博转发称杨峰受到相关部门压力，态度发生重大转变，并表示「真的无能为力」。并声称如果再坚持，将「失去第六个亲人」，对自己开始保持沉默表示歉意[234]。此后，杨峰说，他的态度没有变。但现在他没有精力做太多的事情，现在只能专注于家人的后事。[235]

- 7月24日，中国红十字会系统向事故拨45万人道救助金。明确这笔救助金将用于慰问遇难者家属和住院伤员慰问，并对事故伤残人员进行后续人道救助。[236][237]

- 原D301/302次列车的车次于2011年8月28日改为D365/366次，2013年7月改为G55/56次，2021年1月20日延长至平潭，6月25日车次变更为G197/198次。

- 原D3115/3116次列车在事故后并未更改车次，直至2012年12月21日调图中更改运行区段为杭州－厦门北后才更改为D3117/3118次。在2013年7月1日调图后D3117/3118次运行区段更改为南京南－厦门北，2015年7月1日随着合福高速铁路开通，被新开通的G1671/1678次同线高速动车组列车取代。

- CRH2-139E未损毁的11至16车厢连同两节新造车厢被改造成综合检测列车CRH2J-0205，该检测列车于2018年12月3日执行完南龙铁路联调联试任务后，在例行检测中经停原D301次列车的终点福州站。CRH1-046B未损毁的车厢则分散在多个铁路局的救援基地作训练用途，至於損失之CRH2-139E（CRH2E-2139缺號）的重建計畫，已於2015年8月委託中車四方建造1列新頭型設計之CRH2E（車號：CRH2E-2461，高寒抗風沙型，新造用新車號，原車號缺號，原配屬北京動車段，後轉籍廣州南動車運用所），並於同年12月14日投入營運。

### 纪念活动
- 中国大陆：7月25日晚，部分温州市民聚集在世纪广场，通过点蜡烛和放孔明灯哀悼事故中的遇难者，为伤者祈福[238]。28日，过千民众也在世纪广场自发举行烛光晚会，悼念死难者[239]。7月29日晚，为了纪念死難者頭七，民众自发于杭州餘杭區人民廣場和北京等地自发點燃燭光，但立即被公安等人員熄灭蠟燭、強制驅趕。[240]在事故发生后，有人制作并上传名为《奇迹国战记》的微电影来纪念这次事故，但是上传约2小时后便遭到封杀。[241]

- 香港：多名港人，包括时事评论员潘小涛，在网上号召悼念活动，有逾百市民响应，在30日晚上分别在旺角和尖沙嘴维港海旁集会，为死难者默哀。有深圳、惠州等地游客参与，为死伤者默哀。潘小涛认为，市民应争取全国人大成立独立调查委员会调查事故原因。[242]次日下午，数百名市民在湾仔金紫荆广场集合，他们在广场国旗下摆放花牌及默哀，其后游行到西区中联办。有内地游客加入默哀，他们批评当局隐瞒真相；亦有内地游客指当局已交代事故，认为民众不应过份苛责。[243]